# Charles Poswick
Charles Marie Jean Joseph Elvire Ghislain baron Poswick (Limburg, 6 oktober 1924 - Gembloers, 28 juli 1994) was een Belgisch politicus voor de PSC, de PLP en de PRL.

## Levensloop
Poswick was een zoon van Jules Poswick en van Marthe Roberti. Hij bleef vrijgezel. Hij werd in 1953 opgenomen in de Belgische adel en verkreeg in 1993 de titel van baron.
Hij promoveerde tot doctor in de rechten en licentiaat in de handels- en financiële wetenschappen aan de Katholieke Universiteit Leuven. Hij was wisselagent. Van 1949 tot 1950 werkte hij eveneens als kabinetsattaché op het kabinet van premier Gaston Eyskens en van 1952 tot 1954 kabinetschef van minister van Justitie Charles du Bus de Warnaffe.
Tijdens de Tweede Wereldoorlog was hij paracommando. Hij werd onderscheiden met het Kruis der Ontsnapten 1940-1945.
Aanvankelijk werd Poswick politiek actief voor de PSC, maar verliet de partij in 1960 om over te stappen naar de Liberale Partij, omdat kopstuk Omer Vanaudenhove zijn partij opende voor katholieken. 
Van 1958 tot 1976 was hij voor de PSC, de Liberale Partij en daarna de PLP gemeenteraadslid van Sauvenière, waarna hij van 1977 tot aan zijn onverwachte overlijden in 1994 voor de PRL gemeenteraadslid van Gembloers was. 
Hij was van 1965 tot 1991 eveneens lid van de Kamer van volksvertegenwoordigers het arrondissement Namen, en was er van 1972 tot 1974 de voorzitter van de PLP-fractie en van 1977 tot 1980 ondervoorzitter.
Van 1980 tot 1991 was hij automatisch ook lid van de Waalse Gewestraad en de Raad van de Franse Gemeenschap zetelde. Van 1984 tot 1985 was hij de voorzitter van de Franse Gemeenschapsraad en van 1985 tot 1988 van de Waalse Gewestraad.
Poswick was bovendien van 1966 tot 1968 en voor enkele maanden in 1980 minister van Landsverdediging.

## Publicatie
- Le P.L.P. premier parti déconfessionalisé, in: Le Fmabeau, 1965.